# Innehållsförteckning
Innehållsförteckning för butiksvaror kallas innehållsdeklaration

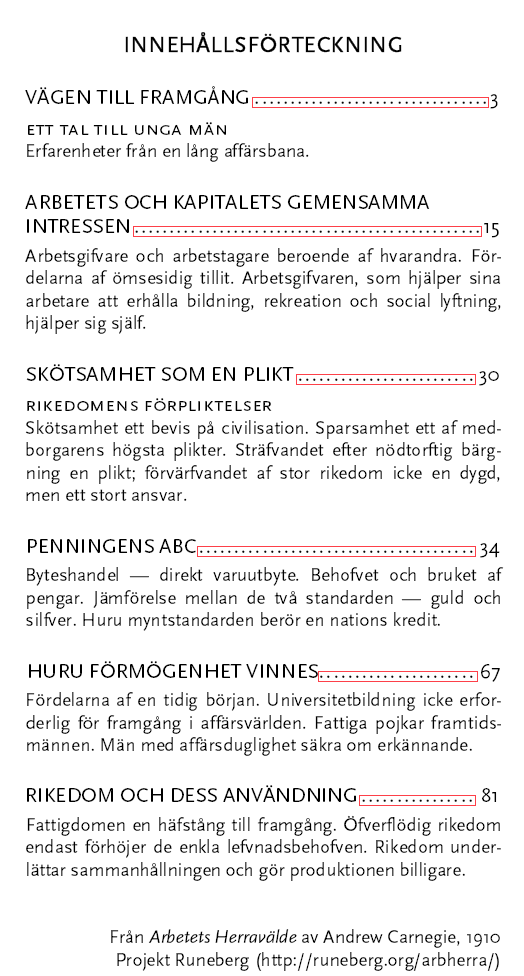
Exempel på en innehållsförteckning där utföringspunkter används. Utföringspunkterna är här markerade med en röd fyrkant

Innehållsförteckning är den lista (förteckning) över innehållet i en publikation som ger en översikt över innehållet. Den placeras i regel i början av publikationen.
I innehållsförteckningen skrivs innehållet i en publikation (i regel rubriker eller kapitel, och ibland dessas eventuella underavsnitt) i löpande ordning, med referens till det sidnummer där det specifika innehållet finns att läsa. Normalt placeras förteckningen i början av publikationen, efter förordet, på en egen sida.
Den ordinära sidnumreringen omfattar i regel inte innehållsförteckningen, ej heller anges själva innehållsförteckningens placering i förteckningen.

## Typografiska aspekter
I moderna ordbehandlare finns särskilda funktioner för att framställa innehållsförteckningar, så att innehållet i förteckningen automatiskt korrigeras vid eventuella omflödningar i textmassan.

### Utföringstecken
För att göra förteckningen mer överskådlig används ibland utföringstecken mellan innehållet och dess sidnummer, då avståndet där emellan annars kan upplevas som störande. Ofta används punkter (......) eller understreck ( _ _ _ ) som utföringstecken. I moderna ordbehandlare finns det i regel en särskild funktion även för detta.

### Underrubriker och underkategorier
Underrubriker eller underkategorier kan anges med indrag i förteckningen eller på annat sätt utmärkas, så att det tydligare visas att de ingår inom en särskild huvuddel.